# 城郊乡 (郸城县)
城郊乡，是中华人民共和国河南省周口市郸城县下辖的一个乡镇级行政单位。

## 行政区划
城郊乡下辖以下地区：
刘双庙村、张庄村、黄庄村、曹英庄村、冷庄村、王楼村、谷集村、杨集村、屈庄村、薛庄村、时洼村、杨楼村、詹庄村、陆庄村、北孙庄村、罗寨村、梁庄村和袁武营村。